# Проспект Тракторостроителей (Харьков)
Проспект Тракторостроителей — (укр. проспект Тракторобудiвникiв, до апреля 1972 Ужгородская улица) одна из основных меридиональных магистралей города Харькова, соединяющая Немышлянский район, от станции метро Тракторный Завод по проспекту Героев Харькова, с крупнейшим жилым массивом в северо-восточной части Харькова Северная Салтовка Салтовского района.

## Транспорт
По всей длине проспекта проходит регулярное трамвайное сообщение. В начале проспекта расположена станция метро «Имени А. С. Масельского».

## Достопримечательности
В сентябре 2017 года на проспекте Тракторостроителей, 144 был открыт самый крупный в Украине региональный центр административных услуг, глубоко реконструированный по новым технологиям в форме гигантского кристалла. Ранее в данном здании находился Дом быта.
Между Салтовским шоссе и Юбилейным проспектом расположился парк Победы и Дворец детского и юношеского творчества. Парк начали реконструировать в 2020 году, главную аллею открыли 23 августа 2020 года. Около дворца 25 января 2002 года был установлен памятник Михаилу Ломоносову. Рядом, в начале главной аллеи парка, находится памятник воинам ВОВ, воинам-интернационалистам и ликвидаторам аварии на ЧАЭС.